# Пять гривен (монета)

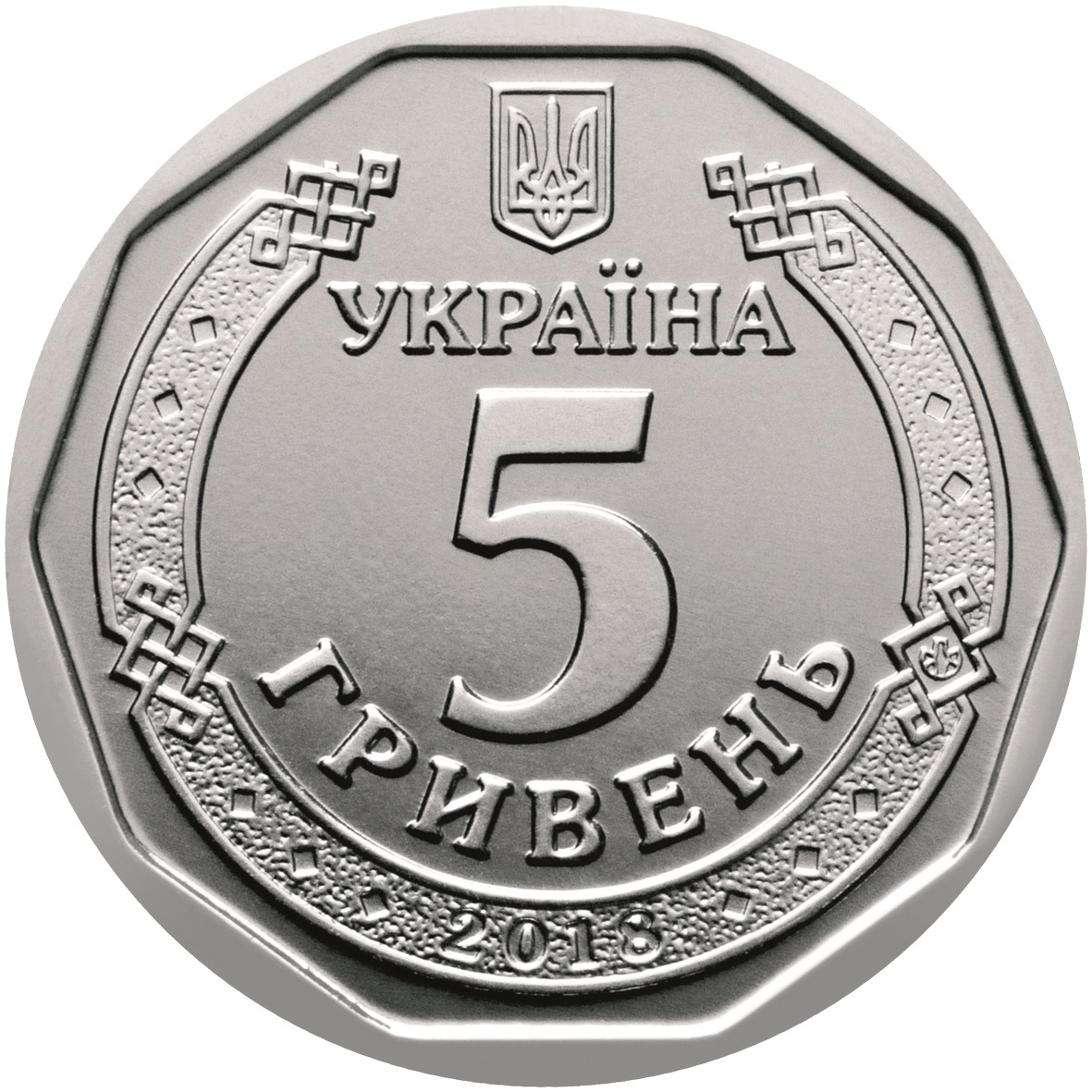
Монета 5 гривен образца 2018 года, аверс

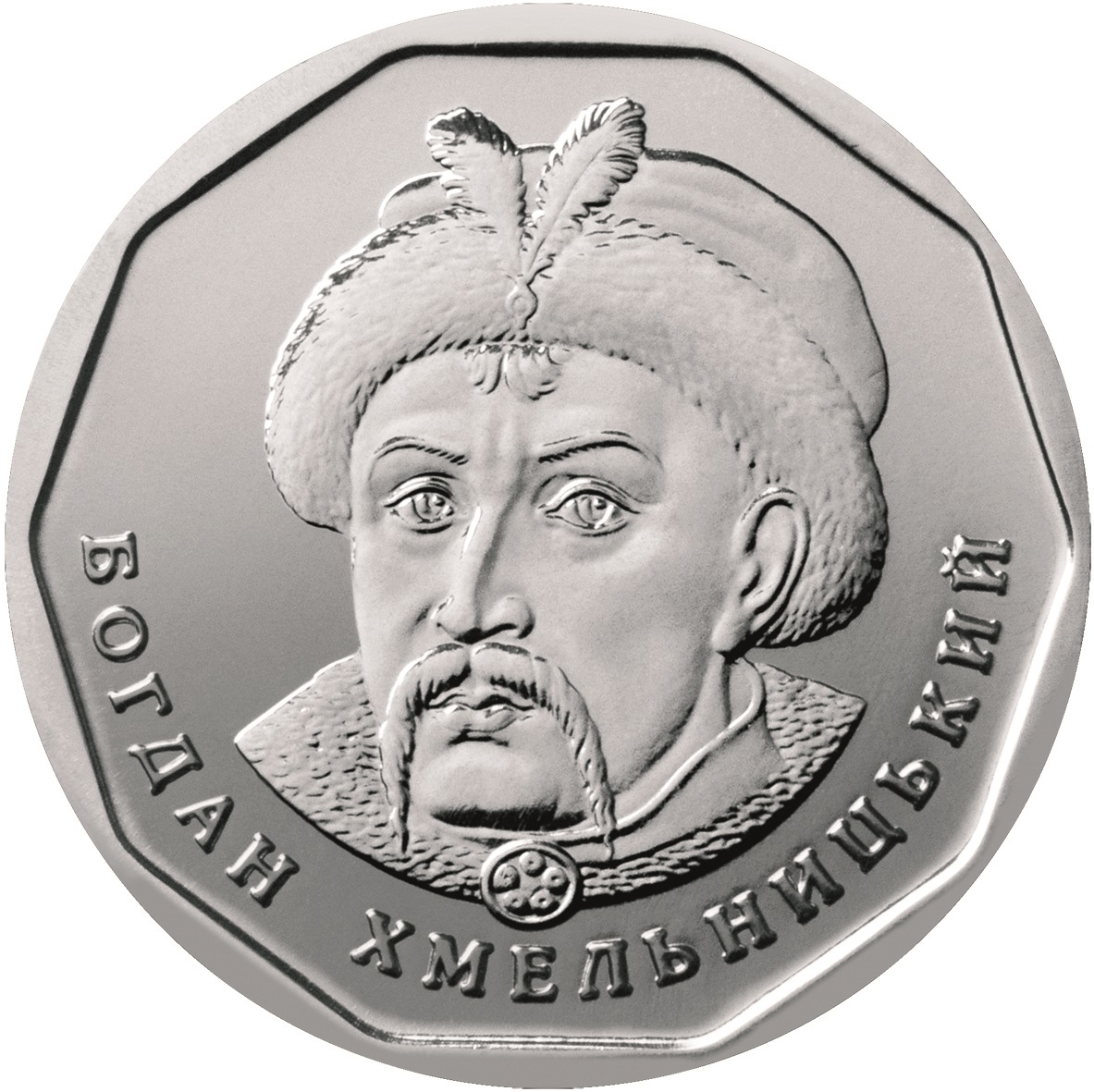
Реверс монеты

Пять гривен (укр. П’ять гривень) ― номинал оборотных монет Украины, находящихся в обращении с 20 декабря 2019 года, а также памятных и инвестиционных монет, выпускаемых НБУ. Введённая в обращение оборотная монета обращается параллельно с банкнотами такого же номинала 2004 и более поздних годов выпуска и является законным платёжным средством Украины с обязательным приёмом в качестве средства платежа, зачисления на расчётные счета, погашения кредитов или денежных переводов без каких-либо ограничений.

## Оборотная монета образца 2018 года
14 марта 2018 года Национальный банк Украины презентовал новую серию оборотных монет номиналом 1, 2, 5 и 10 гривен. 27 апреля 2018 года в обращение были введены монеты номиналом 1 и 2 гривны, что положило начало замены банкнот этих серий монетами, а ввод монет номиналом 5 и 10 гривен был отложен на второй этап замены банкнот, реализованный в 2019—2020 годах. В итоге монета номиналом 5 гривен введена в обращение 20 декабря 2019 года.
На аверсе пятигривневой монеты, в середине правильного десятиугольника, изображён малый государственный герб Украины, внизу — год выпуска серии (2018) в обрамлении древнерусского орнамента, по центру — надписи в три ряда: «УКРАЇНА / 5 / ГРИВЕНЬ» и логотип Банкнотно-монетного двора Национального банка Украины.
На реверсе монеты, в середине правильного десятиугольника, изображён портрет гетмана Богдана Хмельницкого, символизирующий преемственность монеты по отношению к банкнотам этого же номинала, и его имя на украинском языке, написанное по окружности.
Гурт выполнен методом секторального рифления.
Диаметр новой монеты — 22,1 мм, толщина — 2 мм, масса — 5,2 грамма.